# ニュートン・ボーイズ
『ニュートン・ボーイズ』（The Newton Boys）は、1998年にアメリカ合衆国で公開された犯罪映画。20世紀初頭に活躍した実在のアウトロー集団「ニュートン兄弟」の伝記を元に製作されている。

## ストーリー
1919年のテキサス州コーヴァルド郡。刑務所を出所したウィリス・ニュートンは、無実の罪で服役したことがある経験から、堅気の世界へは戻ろうとせず、刑務所で知り合った仲間と共に再び銀行強盗を計画する。結局この計画は失敗するも、金庫を火薬で爆破するというアイデアを思いついたウィリスは、弟のジョーとジェス、爆破のプロであるグラスコックを誘い、数々の銀行強盗を成功させる。後に刑務所を脱獄してきた兄のドックが仲間になり、彼らの結束はより強固なものになる。金持ちしか襲わず、決して人を傷つけない彼らのやり方は、貧しい町民からも支持され始め、彼らの暮らしは順風満帆に思われた。しかし、強盗で稼いだ大金を投じた油田開発が失敗し、無一文同然となった彼らは、危険な仕事へと挑まざるを得なくなってしまう。

## キャスト
| 役名                         | 俳優                       | 日本語吹替 |
| ---------------------------- | -------------------------- | ---------- |
| ウィリス・ニュートン         | マシュー・マコノヒー       | 森田順平   |
| ジョー・ニュートン           | スキート・ウールリッチ     | 平田広明   |
| ジェス・ニュートン           | イーサン・ホーク           | 山路和弘   |
| ドック・ニュートン           | ヴィンセント・ドノフリオ   | 石田圭祐   |
| ブレントウッド・グラスコック | ドワイト・ヨアカム         | 田原アルノ |
| ルイス・ブラウン             | ジュリアナ・マルグリーズ   | 唐沢潤     |
| ニュートンの母               | ゲイル・クロナー           | 水原リン   |
| スリム                       | チャールズ・ガニング       | 斎藤志郎   |
| ルイス                       | ベケット・グレメルス       | 亀井芳子   |
| ウェイター                   | リュー・テンプル           | 緒方文興   |
| 銀行員                       | チャールズ・チップ・ブレイ | 樫井笙人   |
| エイヴィス・グラスコック     | クロエ・ウェブ             | 大塚瑞恵   |
| キャサリン                   | ジェニファー・ミリアム     | 岩本裕美子 |
| マデリン                     | アン・ステッドマン         | 鈴木紀子   |
| アーサー・アダムス           | リン・マシス               | 乃村健次   |
| J・P・オルドリッチ           | ボー・ホプキンス           | 堀部隆一   |
| 署長                         | トミー・タウンゼンド       | 手塚秀彰   |
| 銀行協会会長                 | ジョー・スティーブンス     | 伊藤和晃   |
| マレー                       | ロン・デロクストラ         | 廣田行生   |
| ウィリアム・フェイヒ         | デビッド・ジェンセン       | 坂口哲夫   |
| 判事                         | ロス・シアーズ             | 滝雅也     |